# Помпа (съзвездие)
Помпа е малко южно съзвездие.
Въведено през 18 век от френския астроном Никола Луи де Лакайл, заедно с още 13 нови съзвездия, за да се запълни бедна на звезди област в южната небесна сфера. Първоначално се е наричало „Пневматична помпа“ и е символизирало помпата, изобретена от френския физик Денис Папен.
В края на февруари, началото на март съзвездието е видимо и от България, но се издига само на 6° – 7° над хоризонта.

## Ярки звезди
α/алфа/Ant – яркост – 4.25 величина, спектър – К4.
ι/йота/Ant – яркост – 4.6 величина, спектър – К1.
ε/епсилон/Ant – яркост – 4.51 величина, спектър – К3, спектрално двойна.

## Двойни звезди
ζ1 и ζ2 – двойка силно раздалечени звезди от 6 величина, лесно видима с бинокъл. С помощта на малък телескоп може да се забележи, че ζ1 има спътник от 7 величина.

## Галактики
NGC 2997 – красива спирална галактика, видима под наклон от 45°. Ъгловият ѝ размер е 9' х 7', а относителната яркост – 10 величина. Галактиката е достъпна за наблюдение с любителска техника, но не и от територията на България, поради ниската височина над хоризонта.